# Baba, Maramureș
Baba este un sat în comuna Coroieni din județul Maramureș, Transilvania, România. Se află în partea de sud a județului, în Podișul Someșan.

## Etimologie
Etimologia numelui localității vine din antroponimul „baba” < s. „babă” = „femeie în vârstă” <v. slavonul (bg., scr., ucr.) „baba”.

## Istoric
Prima atestare documentară este din 1357 sub numele Bába pataka.

## Demografie
La recensământul din 2011, populația era de 466 locuitori.

## Personalități locale
- Aurel Duma (1919-1993), politician și diplomat; președinte al Comitetului Național Olimpic Român, ambasador în China (1966-1972), secretar de stat în Ministerul Afacerilor Externe.

## Obiective turistice
- Rezervația naturală „Cheile Babei” (15 ha).